# 香澄の江差恋唄
香澄の江差恋唄（かずみのえさしこいうた）はSTVラジオで放送されている番組。

## 概要
江差町出身で第29回江差追分全国大会で最年少記録を更新し優勝した民謡歌手の木村香澄（きむら・かずみ）が、全国の民謡や民話の魅力を紹介する番組。2004年放送開始。

## 提供
- 知的障がい者通所授産施設 あすなろパン

## 放送時間
- STVラジオ 月曜 21:00 - 21:30（2022年3月28日～）
- 青森放送 日曜 19:00 - 19:30

### 過去の放送時間
- 日曜 21:00～21:30（2004年～）
- 日曜 23:00～23:30（2006年10月～）
- 日曜 22:30～23:00（2007年10月～）
- 日曜 23:00～23:30（2008年9月～）
- 日曜 22:30～23:00（2009年4月～）
- 日曜 07:30～08:00（2010年10月～）
- 日曜 19:00～19:30（2012年4月～）
- 日曜 22:00～22:30 (2013年10月～）
- 日曜 23:00～23:30（2015年4月～）
- 日曜 21:30～22:00 (2015年10月～）
- 土曜 19:30～20:00 (2016年10月～）
- 月曜 20:00～20:30 (2017年4月～)
- 月曜 20:30～21:00 (2018年4月～)
- 日曜 18:30～19:00 (2019年4月7日～2021年3月28日）
- 日曜 20:00～20:30 (2021年4月4日～2022年3月27日）

## リンク
- KAZUMIの江差恋唄 ｜ ＳＴＶラジオ

| スタブアイコン | サブスタブ | この項目は、まだ閲覧者の調べものの参照としては役立たない、ラジオ番組に関連した書きかけの項目です。この項目を加筆・訂正などしてくださる協力者を求めています（P:ラジオ/PJ:放送番組）。 |